# 连江分治

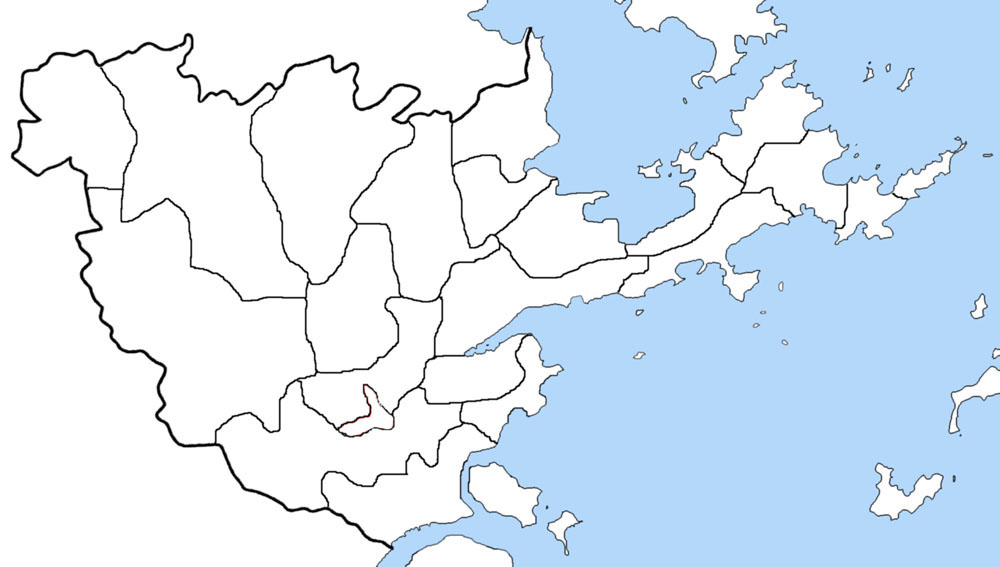
连江县全图

连江分治，指1949年第二次国共内战后连江县被一分为二，并持续至今的状态。连江自唐朝建县以来至1949年前，皆处于统一状态。1949年第二次国共内战末期，中華民國國軍节节失利，8月16日连江县大部分辖域被中国人民解放军接管，后成立连江县人民政府，由中华人民共和国管治，但未能控制馬祖列島。1953年，駐守于马祖列岛的国军在撤守台湾的中華民國政府主导下复设連江縣政府，開啟連江分治的局面。

## 历史

### 历史背景
公元623年（唐武德六年），朝廷自温麻县析置连江县。此后，连江县一直处于统一状态。中華民國大陸時期，连江先后被李厚基、周蔭人等北洋军阀势力控制，国民革命军北伐建立南京国民政府后，连江县在其十余年的统治中，一度建立过苏维埃政权（隶属闽东苏区）和中華共和國政权（後者仅持续53天），抗日战争时期被日军两次攻占，但皆未有分治状况。

### 第二次国共内战
民国38年（1949年），中華民國政府在内战中节节失利，3月，福建省政府成立福建海上保安司令部成立，下辖5个海上保安纵队。中国人民解放军渡过长江进入福建後，在淮海战役后败退到闽东北地区的中華民國陸軍第七十四军开始于连江、福州一带集结防御。8月，解放军第三十一军九十三师从古田进入连江境内，8月13日占领小沧并成立连江县人民民主政府，委任刘捷生为代县长，8月16日占领连江县城和琯头。国军七十四军在连江之战中伤亡、被俘共3,000人以上，二一六师少将师长谷允怀被俘，余部向琅岐和马祖列岛等退却。1949年9月6日，中共建立“连江县人民县政府”；1950年初，改为“连江县人民政府”。1950年12月15日，国军成立“马祖行政公署”，1953年复设连江县政府，并委任原连江县长陈拱北担任复县后的首任县长。
1965年7月，中华民国政府将原属长乐县的西犬岛、东犬岛（后更名西莒、东莒），原属罗源县的东引岛并入其治下的连江县，但原属连江县竿塘乡的西洋鄉在1953年中国人民解放军进驻后划属霞浦县海岛乡管辖。

### 后续摩擦
连江分治后，两岸在连江地区发生多次摩擦。其中包括第二次台海危机，以及在20世纪60年代发生的闽江口海战、东引海战和吴文献事件。其后，海峡两岸仍有爆发如台海飛彈危機等其他冲突，但较少波及马祖地区。

## 名称
中华人民共和国的新闻媒体称中华民国的连江县为“台置连江县”、“台置连江县（马祖）”，或称为“马祖”、“马祖县”。
中華民國的新聞媒體則稱中華人民共和國的連江縣為“大陸連江縣”、“中國大陸連江縣”或“對岸連江縣”，有的也稱“中國連江縣”。

### 马祖更名公投

“马祖正名马祖县”的网络民调

马祖列岛于一般公务通行连江县之名，但正式与非正式场合中亦常称马祖，例如正式文件中对中华民国实际辖区的称呼为“台澎金马”而非“台澎金连”。随着两岸情势的缓和，县名重叠的情况引发一些不便，曾经发生邮件寄马祖而误送至中國大陆福建省连江县的事件。故马祖地区部分民众希望将马祖更名为“马祖县”。县长陈雪生于2004年拟委托民间进行民意调查，由于当时正逢台湾大选，为避免触及两岸高度敏感的“统”、“独”意识型态议题，陈雪生临时决定中止该民调。但其后亦有网友发起了相应的网络投票，马祖地区赞成更名的受访者占到了8成。

## 政治发展
连江县在1949年实际上分治后，中国共产党在大陆部分成立连江县人民政府，而中華民國政府于1953年復設連江縣政府于马祖列岛。其后，双方建立各自不同的政治体系，并各自委派县长。
| 法定名稱                | 英語：                         | 英語：                      |
| 所属国家和地区          | 中华人民共和国福建省           | 中華民國福建省              |
| 政府徽章                | 中华人民共和国国徽             | 连江县政府徽                |
| 地理位置                | 浅蓝色区域为连江县（不含斜線） | 红色区域为连江县            |
| 戶籍人口 （2022年12月） | 675,766                        | 13,983                      |
| 面積                    | 1,254.69 km2（484.44 sq mi）   | 28.80 km2（11.12 sq mi）    |
| 人口密度                | 538.59/km2（1,394.9/sq mi）    | 485.52/km2（1,257.5/sq mi） |
| 標準時間                | 北京时间（時區：UTC+8）        | 國家標準時間（時區：UTC+8） |
| 政府驻地                | 凤城镇                         | 南竿鄉                      |
| 語言                    | 普通话、连江话、畲语等         | 中華民國國語、馬祖話等      |
| 執政黨                  | 中国共产党                     | 中國國民黨                  |
| 曾执政的其他政黨        | 不適用                         | 親民黨                      |
| 政府                    | 连江县人民政府                 | 連江縣政府                  |
| 最高领导人              | 陈劲松 （中共连江县委书记）    | 王忠銘 （连江县县长）       |
| 政府首腦                | 郭勇 （连江县人民政府县长）    | 王忠銘 （连江县县长）       |
| 立法机构                | 连江县人民代表大会常务委员会   | 连江县议会                  |
| 立法机构领导人          | 林承祥 （常委会主任）          | 张永江 （议长）             |

## 两岸交流
随着国际局势的变动，海峡两岸关系逐渐好转，1979年后，海峡两岸关系也逐渐缓和，连江不再作为两岸军事斗争的最前线；1987年中华民国放宽台湾居民以探亲名义赴中国大陆，海峡两岸民间的交流渐渐频繁，1992年中华民国单方面解除连江县战地政务。2000年小三通实施后，两岸的连江县更是互动频繁。双方县长举行了会谈，年节时通过电话互相致意问候。
2021年，福建省人民政府和连江县人民政府正在推动向马祖地区供水。
2024年，持有「臺灣居民來往大陸通行證」或「中華人民共和國臺灣居民居住證」的馬祖戶籍的台灣居民，可免費辦理「福馬同城通」交通卡。除了優惠乘坐福州地鐵和公交，還可免費遊覽福州四大文化景點，享受指定酒店住宿優惠，子女就學、就業創業等業務專線咨詢，快捷入住臺胞免租房，享受市政務服務中心無償代辦服務。